# Пинтадито
Пинтадито (исп. Pintadito) — населённый пункт на крайнем севере Уругвая, в департаменте Артигас.

## География
Представляет собой пригород административного центра департамента, города Артигас, и располагается на трассе № 30, в 5 км к югу от центра города. К востоку от населённого пункта протекает река Пинтадито — приток реки Куараи.

## Население
Население Пинтадито по данным на 2011 год составляет 1642 человека.
| Год  | Население |
| ---- | --------- |
| 1985 | 558       |
| 1996 | 1067      |
| 2004 | 1487      |
| 2011 | 1642      |

Источник: Instituto Nacional de Estadística de Uruguay.